# Drottningstorp
Drottningstorp är en by i Habo socken i Habo kommun, beläget vid västra stranden av Domneådammen och mellan samhällena Habo och Mullsjö. Här anordnas årligen en countryfestival vid namn "Drottningstorps midsommardagscountry " på midsommardagen sedan 2006.

### Fotnoter
1. ↑  ”Postnummersök”. Postnord. https://www.postnord.se/vara-verktyg/sok-postnummer-och-adress#dynamicloading=true&countrycode=SE&query=Habo.
2. ↑  ”Habo kommun”. Arkiverad från originalet den 25 maj 2012. https://archive.is/20120525155832/http://epi.habokommun.se/sv/Fritid--kultur/Evenemang/?telluslang=sv&tellusid=278982. Läst 26 juni 2011.
3. ↑  Peter Gustafsson (22 juni 2008). ”Det har blivit en tradition att åka hit”. J-nytt. Arkiverad från originalet den 2 april 2015. https://web.archive.org/web/20150402143330/http://www.jnytt.se/det-har-blivit-en-tradition-att-aka-hit. Läst 26 juni 2011.